# Simfonia núm. 1 (Elgar)
La Simfonia núm. 1 en la bemoll major d'Edward Elgar, op. 55, és una de les seves dues simfonies acabades. La primera actuació va ser a càrrec de l'⁣Orquestra Hallé dirigida per Hans Richter a Manchester, Anglaterra, el 3 de desembre de 1908. Era ben conegut que Elgar feia més de deu anys que planejava una simfonia, i l'anunci que finalment l'havia completat va despertar un gran interès. L'acollida de la crítica va ser entusiasta i la resposta del públic sense precedents. La simfonia va aconseguir el que The Musical Times va descriure com "un èxit immediat i fenomenal", amb un centenar d'actuacions a Gran Bretanya, Europa continental i Amèrica en poc més d'un any de la seva estrena.
La simfonia és programada regularment per les orquestres britàniques, i apareix ocasionalment en programes de concerts a Amèrica del Nord i Europa continental. Està ben representada en els enregistraments, que van des de la versió del compositor de 1931 amb l'⁣Orquestra Simfònica de Londres fins a enregistraments digitals moderns, dels quals se n'han publicat més de 40 des de mitjans dels anys vuitanta.

## Composició i estrena
Gairebé deu anys abans de compondre la seva primera simfonia, Elgar s'havia intrigat amb la idea d'escriure una simfonia per commemorar el general Charles George Gordon tal com l'Eroica de Beethoven originalment estava pensada per celebrar Napoleó Bonaparte. El 1899 va escriure al seu amic August Jaeger (el "Nimrod" de les Variacions Enigma), "Ara pel que fa a Gordon: la cosa em posseeix, però encara no la puc escriure". Després de completar el seu oratori The kingdom el 1906, Elgar va tenir un breu període de sabatisme. Quan va passar el 50è aniversari, va dedicar-se a les composicions de la seva infantesa que va transformar en les suites de The Wand of Youth durant l'estiu de 1907. Va començar a treballar en una simfonia i quan va anar a Roma l'hivern i va continuar treballant-hi, acabant el primer moviment. Després del seu retorn a Anglaterra, va treballar en la resta de la simfonia durant l'estiu de 1908.
Elgar havia abandonat la idea d'una simfonia "Gordon", a favor d'una obra totalment no programàtica. Havia arribat a considerar la música abstracta com el cim de la composició orquestral. El 1905 va donar una conferència sobre la Simfonia núm. 3 de Brahms, en la qual va dir que quan la música era simplement una descripció d'una altra cosa portava la grandesa de l'art una mica més enllà del que li importava. Pensava que la música, com a art simple, estava en el seu millor moment quan era senzilla, sense descripció, com en el cas de la simfonia de Brahms. La primera pàgina del manuscrit porta el títol, "Symphony for Full Orchestra, Op. 55". Va escriure al crític musical Ernest Newman que la nova simfonia no tenia res a veure amb Gordon, i al compositor Walford Davies va escriure: "No hi ha programa més enllà d'una àmplia experiència de la vida humana amb una gran caritat (amor) i una gran esperança en el futur".

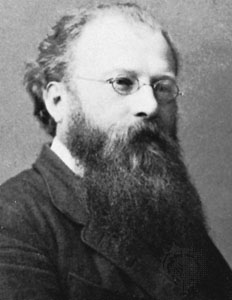
Hans Richter, el dedicat, va dirigir l'estrena de la simfonia

La simfonia estava dedicada "A Hans Richter, Mus. Doc. Veritable artista i veritable amic." Es va estrenar el 3 de desembre de 1908 al Free Trade Hall de Manchester, amb Richter dirigint l'⁣Orquestra Hallé. Neviille Cardus, quan era un jove de 20 anys, es va situar al fons de la sala i "va escoltar amb emoció com l'àmplia i llarga melodia d'obertura marxava davant nostre... ample com l'ampli dors de Hans Richter".
L'estrena a Londres va seguir quatre dies més tard, al Queen's Hall, amb la London Symphony Orchestra dirigida per Richter. En el primer assaig del concert de Londres, Richter es va dirigir a l'orquestra: "Cavallers, ara assagem la millor simfonia dels temps moderns, escrita pel millor compositor modern, i no només en aquest país". William Henry Reed, que va tocar a la LSO en aquell concert, va recordar: "En arribar a l'Adagio, [Richter] va parlar gairebé amb el so de les llàgrimes a la veu i va dir: "Ah! aquest és un Adagio real, un Adagio com Beethoven hauria escrit".
The Musical Times va dir el 1909: "Afirmar que la Simfonia d'Elgar ha aconseguit un èxit immediat i fenomenal és la pura veritat". Poques setmanes després de l'estrena, la simfonia es va interpretar a Nova York amb Walter Damrosch, Viena amb Ferdinand Löwe, Sant Petersburg amb Alexander Siloti i Leipzig amb Artur Nikisch. Hi va haver actuacions a Chicago, Boston, Toronto i quinze pobles i ciutats britàniques El febrer de 1909, l'⁣Orquestra Filharmònica de Nova York havia fet dues actuacions més al Carnegie Hall i havia portat l'obra a "algunes de les ciutats de l'interior més grans... És dubtós que cap obra simfònica hagi despertat un interès tan gran des de la Patètica de Txaikovski." En el mateix període l'obra es va tocar sis vegades a Londres, sota la batuta de Richter, el compositor, i Henry Wood. En poc més d'un any hi va haver un centenar d'actuacions arreu del món.
The Musical Times va imprimir un recull de comentaris de premsa sobre la simfonia. El Daily Telegraph va dir: "La bellesa temàtica és abundant. És exquisit en l'Adagio, i en el primer i segon Allegros, aquest darrer una mena de scherzo; quan l'impuls rítmic, el poder i la passió estan a l'altura extrema, quan la música es torna gairebé frenètica amb la seva magnífica energia, la sensació de pura bellesa encara és forta". The Morning Post, va escriure: "Aquesta és una obra per al futur i serà un llegat per a les generacions vinents; en ella hi ha l'altura i la noblesa que indiquen una obra mestra, encara que la seva plena apreciació només serà per part dels més seriosos; avui el reconeixem com una possessió de la qual podem estar orgullosos". The Evening Standard va dir: Aquí tenim el veritable Elgar: fort, tendre, senzill, amb una senzillesa generada d'una expressió inevitable... El compositor ha escrit una obra de rara bellesa, sensibilitat i humanitat, una obra comprensible per tots."
The Musical Times es va abstenir de citar The Observer, que era l'única veu discrepant entre els principals diaris. Es va queixar que l'obra derivava de Mendelssohn, Brahms i Wagner, i pensava que el tema del moviment lent era "material barat i preparat". Va admetre, però, que "l'orquestració d'Elgar és tan magníficament moderna que el vestit dissimula l'esquelet". Aquesta visió adversa contrastava amb els elogis de The Times⁣: "[Una] gran obra d'art, que és alta en concepció i sincera en expressió, i que ha de ser una fita en el desenvolupament de l'escola més jove de música anglesa." A The Manchester Guardian, Samuel Langford va descriure l'obra com a "sublim... l'obra és la més noble mai escrita per a instruments per un compositor anglès."
The Times va assenyalar la influència de Wagner i Brahms: "Hi ha reminiscències característiques de Parsifal ... i rítmicament el tema principal sembla una descendència de Brahms", però va concloure que "no només és una obra original, sinó una de les més originals i importants que s'han afegit a l'estoc de música recent." The New York Times, que també va detectar la influència de Parsifal, i, al final, de l'Aida de Verdi, va qualificar la simfonia d'"una obra de tanta importància que els directors no la deixaran caure a la lleugera".

## Anàlisi musical
La tonalitat principal de l'obra és la bemoll major, rara per a una simfonia. Està escrita per a tres flautes (un flautí doble), dos oboès i corns anglesos, dos clarinets i clarinet baix, dos fagots i contrafagot, quatre trompes, tres trompetes, tres trombons, tuba, timbals, percussió (incloent-hi caixa i bombo) i plats), dues arpes i cordes. Està en quatre moviments:
1. Andante. Nobilmente e semplice — Allegro
2. Allegro molto
3. Adagio
4. Lento — Allegro

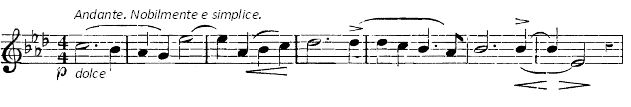
El tema inicial i recurrent

La simfonia té una forma cíclica⁣: el tema incomplet "nobilmente" del primer moviment torna al final per a una declaració grandioso completa després de diverses transformacions al llarg de l'obra. Elgar va escriure, "el tema d'obertura pretén ser senzill i, amb intenció, noble i elevat... el tipus de crida ideal, en el sentit de persuasió, no de coerció o ordre, i una mica per sobre del cada dia i les coses sòrdides." El musicòleg Michael Kennedy escriu: "No es pot anomenar un lema-tema, però és una <i id="mwsw">idée fixe</i>, i després de la seva primera declaració silenciosa, l'orquestra completa ho repeteix fortissimo. Torna suaument al vent-fusta i a les violes i canvia bruscament a re menor, una extraordinària opció de to per al primer Allegro d'una simfonia en la bemoll." Reed especula que l'elecció de re menor d'Elgar va ser un gest contra les normes acadèmiques. Segons el director d'orquestra Adrian Boult, els xocs de tonalitats van sorgir perquè algú va apostar amb Elgar que no podia compondre una simfonia en dues tonalitats alhora. També s'ha especulat que el contrast tenia la intenció de representar dues cares de la mateixa personalitat d'Elgar: l'èxit i popular Bard of Empire s'escolta en el noble motiu en la bemoll major, enfront de les angoixes interiors que el preocupaven contínuament. El moviment és en forma de sonata tradicional amb dos temes principals, un desenvolupament i una recapitulació. Acaba en silenci, "un efecte de quietud màgica".

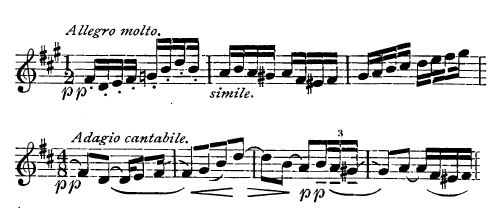
El tema del segon moviment (a dalt) transformat en el tercer moviment (a baix)

El segon moviment és un Allegro enèrgic. Elgar no el va anomenar scherzo, i encara que Reed l'anomena vivacious, altres, com Kennedy, el troben inquiet i fins i tot sinistre en algunes parts. Una secció mitjana, en si♭, és en la vena de Wand of Youth d'Elgar. Va demanar a les orquestres que la toquessin "com una cosa que escolteu al costat del riu". A mesura que el moviment arriba a la seva fi, s'alenteix, i el seu primer tema es transforma en el tema principal del moviment lent, malgrat els seus tempi contrastats i les diferents tonalitats. Segons Reed, "alguna vegada algú va tenir la temeritat de preguntar a Elgar quina versió s'havia escrit primer, l'Allegro o l'Adagio; però el dubte no va tenir molt bona acollida i no es va tractar el tema".
Kennedy diu de l'Adagio que és "únic entre els moviments lents d'Elgar en absència d'aquest anhel angoixat que sol trobar-se en els seus passatges més tranquils. Aquí no hi ha angoixa, sinó una tranquil·litat benedictòria... " El segon tema del moviment es manté en la vena tranquil·la, i el moviment acaba en el que Reed anomena "l'efecte sorprenent dels trombons silenciats en els últims cinc compassos... com una veu d'un altre món."
El finale comença en re menor amb una lenta repetició d'un dels temes subsidiaris del primer moviment, mostrant Elgar en "un dels seus estats d'ànim més onírics i misteriosos". Després de la introducció hi ha un allegro inquiet, amb una successió de temes que inclouen un "ritme de marxa impulsiu". D'una manera que recorda la transformació motívica entre el segon i el tercer moviment, aquest material s'escolta més tard a mitja velocitat acompanyat d'arpegis d'arpa i amb una melodia de corda lírica. El moviment arriba al clímax i acaba amb el tema d'obertura nobilmente de la simfonia que torna "orquestrada amb esplendor brillant" per portar l'obra a una conclusió "triomfal i confiada".

## Durada
L'enregistrament EMI de la Primera Simfonia del compositor el 1931 es reprodueix durant 46 minuts i 30 segons. Els arxius de la BBC mostren que en una emissió de 1930, Elgar va trigar 46 minuts. Elgar es va destacar pels seus tempi ràpids en la seva pròpia música, i les actuacions posteriors han estat més lentes. Els contemporanis d'Elgar, Henry Wood i Hamilton Harty la van fer durar, respectivament, 50:15 (1930) i 59:45 (1940). El 1972, mentre preparava un nou enregistrament, Georg Solti va estudiar l'actuació d'Elgar de 1931. Els tempi ràpids de Solti, basats en els propis del compositor, van sorprendre els elgarians acostumats als tempi més amplis adoptats per Harty, John Barbirolli i altres a mitjans del segle xx. L'enregistrament de Barbirolli de 1963 dura 53:53; el de Solti 48:48. Exemples posteriors de tempi més lents inclouen un enregistrament de 1992 dirigit per Giuseppe Sinopoli (55:18) i un enregistrament en directe de 2001 dirigit per Colin Davis (54:47).

## Enregistraments
El primer enregistrament de la simfonia va ser realitzat per l'⁣Orquestra Simfònica de Londres l'any 1931, dirigida pel compositor per a His Master's Voice. L'enregistrament va ser reeditat en disc de llarga durada (LP) el 1970, i en disc compacte el 1992 com a part de l'"Edició Elgar" d'⁣EMI de tots els enregistraments elèctrics del compositor de les seves obres.
Després de 1931, l'obra no va rebre més enregistraments de gramòfon fins a l'enregistrament d'Adrian Boult el 1950. Durant la dècada de 1950 només hi va haver un altre nou enregistrament de la simfonia, i als anys 60 només n'hi va haver dos. A la dècada del 1970 hi va haver quatre nous enregistraments. A la dècada del 1980, sis, i la del 1990, dotze. La primera dècada del segle XXI es van publicar deu nous enregistraments. La majoria dels enregistraments han estat d'orquestres i directors britànics, però les excepcions inclouen l'⁣Orquestra Simfònica de Baltimore, l'Orquestra Simfònica de la Ràdio de Stuttgart, la Staatskapelle de Dresden i l'Orquestra Simfònica de Sydney, i els directors Vladimir Ashkenazy, Daniel Barenboim, Bernard Haitink, Tadaaki Ovintaka, Tadaaki Otaka, Constantin Silvestri, Giuseppe Sinopoli i Leonard Slatkin.
La funció "Building a Library" de la BBC Radio 3, una revisió comparativa de tots els enregistraments disponibles, ha considerat la simfonia tres vegades des de 1982. The Penguin Guide to Recorded Classical Music, edició de 2008, conté dues pàgines de ressenyes de l'obra. Els dos enregistraments recomanats tant per la BBC com per The Penguin Guide són el de Boult i la London Philharmonic Orchestra (1977) i el deVernon Handley amb la mateixa orquestra (1979).